# Giải vô địch bóng đá Đông Nam Á 2014
Giải vô địch bóng đá Đông Nam Á 2014 (tiếng Anh: 2014 AFF Championship), tên gọi chính thức là AFF Suzuki Cup 2014 vì lý do tài trợ (cũng thường đuọc gọi là AFF Cup 2014), là lần tổ chức thứ 10 của Giải vô địch bóng đá Đông Nam Á, giải đấu bóng đá của các quốc gia thuộc Liên đoàn bóng đá Đông Nam Á (AFF) và lần thứ tư dưới tên gọi AFF Suzuki Cup. Vòng chung kết của giải đấu diễn ra từ ngày 22 tháng 11 đến ngày 20 tháng 12 năm 2014, với Việt Nam và Singapore là đồng chủ nhà của vòng bảng.
Thái Lan đã giành chức vô địch lần thứ tư trong lịch sử sau khi vượt qua Malaysia với tổng tỷ số 4–3 trong hai lượt trận chung kết, qua đó cân bằng thành tích 4 lần vô địch của Singapore. Singapore cũng trở thành đội đương kim vô địch thứ ba của giải đấu bị loại ngay từ vòng bảng, sau lần đầu của chính họ vào năm 2000 và Thái Lan vào năm 2004. Huấn luyện viên Kiatisuk Senamuang của Thái Lan trở thành người đầu tiên vô địch giải đấu trong tư cách cầu thủ lẫn huấn luyện viên.

## Lựa chọn chủ nhà
Singapore và Việt Nam đã được thông báo là đồng chủ nhà của giải đấu năm 2014 tại cuộc họp của hội đồng AFF vào ngày 3 tháng 4 năm 2013. Đây đều là lần đăng cai tổ chức giải đấu thứ tư của cả Việt Nam và Singapore, các lần trước đó của Việt Nam là vào các năm 1998, 2004 và 2010, trong khi với Singapore là các năm 1996, 2002 và 2007. Philippines và Indonesia ban đầu cũng được xem xét để trở thành đồng chủ nhà của giải lần này.

## Địa điểm
| Kallang | Kallang                  | Hà Nội                            | Hà Nội                        |
| --- | ------------------------ | --------------------------------- | ----------------------------- |
| Sân vận động Quốc gia | Sân vận động Jalan Besar | Sân vận động Quốc gia Mỹ Đình     | Sân vận động Hàng Đẫy         |
| Sức chứa: 55.000 | Sức chứa: 8.000          | Sức chứa: 40.192                  | Sức chứa: 22.500              |
| Sân vận động Quốc gia | Sân vận động Jalan Besar | Sân vận động Quốc gia Mỹ Đình     | Sân vận động Hàng Đẫy         |
| ManilaHà NộiBăng CốcSingaporeShah AlamKuala Lumpur Vị trí các sân vận động của Giải vô địch bóng đá Đông Nam Á 2014. · Xanh dương: Chung kết; Xanh lá: Bán kết và vòng bảng; Vàng: Vòng bảng. |                          |                                   |                               |
| Băng Cốc | Shah Alam                | Kuala Lumpur                      | Manila                        |
| Sân vận động Rajamangala | Sân vận động Shah Alam   | Sân vận động Quốc gia Bukit Jalil | Sân vận động tưởng niệm Rizal |
| Sức chứa: 49.722 | Sức chứa: 80.372         | Sức chứa: 110.000                 | Sức chứa: 12.873              |
| Sân vận động Rajamangala | Sân vận động Shah Alam   | Sân vận động Quốc gia Bukit Jalil | Sân vận động tưởng niệm Rizal |

## Vòng loại
Vòng loại cho giải đấu lần này ban đầu được dự định không tiến hành, nhưng sau đó tại cuộc họp hội đồng AFF ở Naypyidaw, Myanmar vào tháng 12 năm 2013, AFF vẫn quyết định tổ chức vòng loại theo kết quả. Sáu đội tuyển (trong đó có hai đội đồng chủ nhà là Singapore và Việt Nam) được đặc cách vào thẳng vòng chung kết và được chia vào các nhóm tương ứng dựa trên thành tích của hai giải đấu gần nhất. Năm đội tuyển còn lại có thứ hạng thấp nhất sẽ phải tham dự vòng loại tại Lào từ ngày 12 đến ngày 20 tháng 10 năm 2014 để tranh hai suất tham dự cuối cùng.
Vào tháng 8 năm 2013, Liên đoàn bóng đá Úc đã trở thành một thành viên đầy đủ của AFF, tuy nhiên họ không tham dự giải đấu vì các giới hạn từ AFF.

### Các đội tuyển vượt qua vòng loại
| Quốc gia    | Thành tích tốt nhất lần trước    |
| ----------- | -------------------------------- |
| Singapore   | Vô địch (1998, 2004, 2007, 2012) |
| Thái Lan    | Vô địch (1996, 2000, 2002)       |
| Việt Nam    | Vô địch (2008)                   |
| Malaysia    | Vô địch (2010)                   |
| Indonesia   | Á quân (2000, 2002, 2004, 2010)  |
| Philippines | Bán kết (2010, 2012)             |
| Myanmar     | Hạng tư (2004)                   |
| Lào         | Vòng bảng (1996 đến 2012)        |

## Bốc thăm
Lễ bốc thăm chia bảng diễn ra vào lúc 14:00 (UTC+7) ngày 5 tháng 8 năm 2014 tại khách sạn Sheraton ở Hà Nội, Việt Nam.
Mỗi bảng đấu sẽ bao gồm một đội tuyển từ mỗi nhóm hạt giống, tổng cộng bốn nhóm với hai đội cho mỗi nhóm. Ngoại trừ Singapore và Việt Nam tự động được xếp vào nhóm 1 do là đồng chủ nhà, các đội tuyển còn lại được xếp vào các nhóm hạt giống dựa vào thành tích của hai giải đấu trước đó. Việc xếp hạng sẽ ưu tiên vị trí cao nhất mà đội tuyển đó đạt được trong hai giải đấu. Nếu thành tích ngang nhau, ưu tiên giải gần nhất.
Tại thời điểm bốc thăm, hai đội tuyển vượt qua vòng loại chưa được xác định và tự động được xếp vào nhóm 4.
| Nhóm | Đội tuyển                | 2012 | 2010 |
| ---- | ------------------------ | ---- | ---- |
| 1    | Singapore (đồng chủ nhà) | 1    | 5    |
| 1    | Việt Nam (đồng chủ nhà)  | 6    | 3    |
| 2    | Malaysia                 | 4    | 1    |
| 2    | Philippines              | 3    | 4    |
| 3    | Indonesia                | 5    | 2    |
| 3    | Thái Lan                 | 2    | 6    |
| 4    | Myanmar                  | 8    | 7    |
| 4    | Lào                      | 7    | 8    |

## Vòng bảng
Hai đội đứng đầu mỗi bảng lọt vào vòng bán kết.
Các tiêu chí
Thứ hạng ở từng bảng được quyết định như sau:
1. Điểm số đạt được cao hơn trong các trận vòng bảng;
2. Hiệu số bàn thắng cao hơn trong các trận vòng bảng;
3. Ghi nhiều bàn thắng hơn trong các trận vòng bảng.

Trường hợp 3 tiêu chí trên bằng nhau, thứ hạng sẽ được quyết định như sau:
1. Kết quả đối đầu trực tiếp giữa các đội liên quan;
2. Sút luân lưu nếu các đội liên quan vẫn còn thi đấu trên sân;
3. Bốc thăm.

### Bảng A
- Tất cả các trận đấu được tổ chức tại Việt Nam.
- Thời gian được liệt kê là UTC+7.

| VT | Đội         | ST | T | H | B | BT | BB | HS  | Đ | Giành quyền tham dự     |
| -- | ----------- | -- | - | - | - | -- | -- | --- | - | ----------------------- |
| 1  | Việt Nam    | 3  | 2 | 1 | 0 | 8  | 3  | +5  | 7 | Vòng đấu loại trực tiếp |
| 2  | Philippines | 3  | 2 | 0 | 1 | 9  | 4  | +5  | 6 | Vòng đấu loại trực tiếp |
| 3  | Indonesia   | 3  | 1 | 1 | 1 | 7  | 7  | 0   | 4 |                         |
| 4  | Lào         | 3  | 0 | 0 | 3 | 2  | 12 | −10 | 0 |                         |

| Philippines                                          | 4–1      | Lào            |
| ---------------------------------------------------- | -------- | -------------- |
| Rota 40' · P. Younghusband 45+1' · Reichelt 77', 88' | Chi tiết | Sayavutthi 21' |

| Việt Nam                            | 2–2      | Indonesia               |
| ----------------------------------- | -------- | ----------------------- |
| Quế Ngọc Hải 11' · Lê Công Vinh 68' | Chi tiết | Zulham 33' · Samsul 84' |

| Philippines                                                    | 4–0      | Indonesia |
| -------------------------------------------------------------- | -------- | --------- |
| P. Younghusband 16' (ph.đ.) · Ott 52' · Steuble 68' · Gier 79' | Chi tiết |           |

| Lào | 0–3      | Việt Nam                                                  |
| --- | -------- | --------------------------------------------------------- |
|     | Chi tiết | Vũ Minh Tuấn 27' · Lê Công Vinh 84' · Nguyễn Huy Hùng 88' |

| Indonesia                                                        | 5–1      | Lào                    |
| ---------------------------------------------------------------- | -------- | ---------------------- |
| Evan 8' · Ramdhani 20', 50' · Zulham 82' · Souksavanh 89' (l.n.) | Chi tiết | Sayavutthi 29' (ph.đ.) |

| Việt Nam                                                     | 3–1      | Philippines |
| ------------------------------------------------------------ | -------- | ----------- |
| Ngô Hoàng Thịnh 9' · Vũ Minh Tuấn 50' · Phạm Thành Lương 58' | Chi tiết | Mulders 59' |

### Bảng B
- Tất cả các trận đấu được tổ chức tại Singapore.
- Thời gian được liệt kê là UTC+8.
- Do vấn đề về mặt sân thi đấu tại sân vận động Quốc gia,[16] AFF đã quyết định bổ sung một địa điểm thi đấu cho bảng B.[17]

| VT | Đội       | ST | T | H | B | BT | BB | HS | Đ | Giành quyền tham dự     |
| -- | --------- | -- | - | - | - | -- | -- | -- | - | ----------------------- |
| 1  | Thái Lan  | 3  | 3 | 0 | 0 | 7  | 3  | +4 | 9 | Vòng đấu loại trực tiếp |
| 2  | Malaysia  | 3  | 1 | 1 | 1 | 5  | 4  | +1 | 4 | Vòng đấu loại trực tiếp |
| 3  | Singapore | 3  | 1 | 0 | 2 | 6  | 7  | −1 | 3 |                         |
| 4  | Myanmar   | 3  | 0 | 1 | 2 | 2  | 6  | −4 | 1 |                         |

| Malaysia | 0–0      | Myanmar |
| -------- | -------- | ------- |
|          | Chi tiết |         |

| Singapore   | 1–2      | Thái Lan                        |
| ----------- | -------- | ------------------------------- |
| Khairul 19' | Chi tiết | Mongkol 8' · Charyl 89' (ph.đ.) |

| Malaysia             | 2–3      | Thái Lan                     |
| -------------------- | -------- | ---------------------------- |
| Amri 28' · Safiq 60' | Chi tiết | Adisak 43', 90' · Charyl 72' |

| Myanmar                                     | 2–4      | Singapore                                                  |
| ------------------------------------------- | -------- | ---------------------------------------------------------- |
| Kyaw Zayar Win 55' · Kyaw Ko Ko 61' (ph.đ.) | Chi tiết | Shaiful 15' · Hariss 35', 42' · Khin Maung Lwin 75' (l.n.) |

| Thái Lan                  | 2–0      | Myanmar |
| ------------------------- | -------- | ------- |
| Tanaboon 12' · Prakit 84' | Chi tiết |         |

| Singapore   | 1–3      | Malaysia                                  |
| ----------- | -------- | ----------------------------------------- |
| Khairul 83' | Chi tiết | Safee 61' · Safiq 90' (ph.đ.) · Putra 90' |

Ghi chú
1. ^ Trận đấu bị tạm hoãn một giờ do mưa lớn.
2. ^ Trận đấu bị tạm hoãn do mưa lớn.

## Vòng đấu loại trực tiếp

### Sơ đồ
|  | Bán kết | Bán kết     | Bán kết  | Bán kết | Bán kết |   |    | Chung kết | Chung kết | Chung kết | Chung kết | Chung kết |
|  |         |             |          |         |         |   |    |           |           |           |           |           |
|  | A2      | Philippines | 0        | 0       | 0       |   |    |           |           |           |           |           |
|  | B1      | Thái Lan    | 0        | 3       | 3       |   |    |           |           |           |           |           |
|  |         |             |          |         |         |   | B1 | Thái Lan  | 2         | 2         | 4         |           |
|  |         | B2          | Malaysia | 0       | 3       | 3 |    |           |           |           |           |           |
|  | B2      | Malaysia    | 1        | 4       | 5       |   |    |           |           |           |           |           |
|  | A1      | Việt Nam    | 2        | 2       | 4       |   |    |           |           |           |           |           |

### Bán kết

#### Lượt đi
| Philippines | 0–0      | Thái Lan |
| ----------- | -------- | -------- |
|             | Chi tiết |          |

| Malaysia          | 1–2      | Việt Nam                               |
| ----------------- | -------- | -------------------------------------- |
| Safiq 14' (ph.đ.) | Chi tiết | Võ Huy Toàn 32' · Nguyễn Văn Quyết 60' |

#### Lượt về
| Thái Lan                         | 3–0      | Philippines |
| -------------------------------- | -------- | ----------- |
| Chanathip 6' · Kroekrit 57', 86' | Chi tiết |             |

Thái Lan thắng với tổng tỷ số 3–0.
| Việt Nam                        | 2–4      | Malaysia                                                                    |
| ------------------------------- | -------- | --------------------------------------------------------------------------- |
| Lê Công Vinh 22' (ph.đ.), 79' · | Chi tiết | Safiq 4' (ph.đ.) · Norshahrul 16' · Đinh Tiến Thành 29' (l.n.) · Shukor 43' |

Malaysia thắng với tổng tỷ số 5–4.

### Chung kết

#### Lượt đi
| Thái Lan                          | 2–0      | Malaysia |
| --------------------------------- | -------- | -------- |
| Charyl 72' (ph.đ.) · Kroekrit 86' | Chi tiết |          |

#### Lượt về
| Malaysia                            | 3–2      | Thái Lan                   |
| ----------------------------------- | -------- | -------------------------- |
| Safiq 7' (ph.đ.), 58' · Putra 45+2' | Chi tiết | Charyl 82' · Chanathip 88' |

Thái Lan thắng với tổng tỷ số 4–3.

## Thống kê

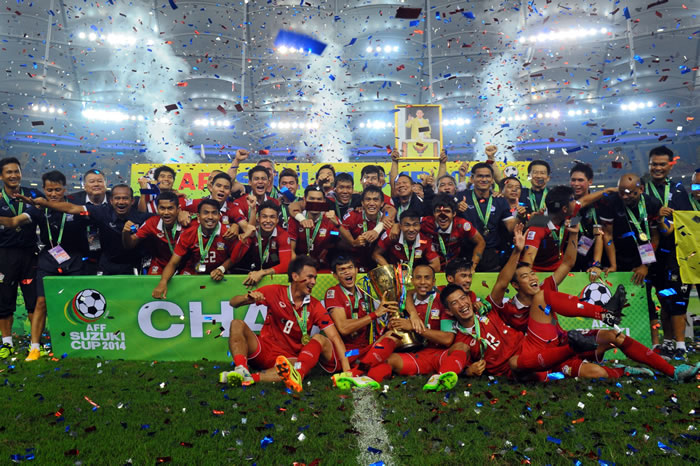
Đội tuyển Thái Lan ăn mừng chức vô địch AFF Suzuki Cup 2014 tại sân vận động Bukit Jalil, Kuala Lampur, Malaysia.

### Các giải thưởng
| Cầu thủ xuất sắc nhất | Vua phá lưới     | Đội đoạt giải phong cách |
| --------------------- | ---------------- | ------------------------ |
| Chanathip Songkrasin  | Mohd Safiq Rahim | Việt Nam                 |

### Kỷ luật
Một cầu thủ tự động bị treo giò trong trận đấu tiếp theo nếu nhận thẻ đỏ trực tiếp hoặc nhận đủ hai thẻ vàng trong hai trận đấu khác nhau.
Các quyết định kỷ luật sau đây đã được thực hiện trong suốt giải đấu (cầu thủ nhận thẻ đỏ trong trận chung kết không được liệt kê ở đây):
| Cầu thủ            | Vi phạm                                                                     | Đình chỉ                        |
| ------------------ | --------------------------------------------------------------------------- | ------------------------------- |
| Rizky Pora         | trong trận đấu bảng A gặp Philippines                                       | Bảng A gặp Lào                  |
| Supardi Nasir      | trong trận đấu bảng A gặp Lào                                               |                                 |
| Vũ Minh Tuấn       | trong trận đấu bảng A gặp Indonesia · trong trận đấu bảng A gặp Philippines | Bán kết lượt đi gặp Malaysia    |
| Mohd Amri Yahyah   | trong trận đấu bảng B gặp Myanmar · trong trận đấu bảng B gặp Singapore     | Bán kết lượt đi gặp Việt Nam    |
| Shukor Adan        | trong trận đấu bảng B gặp Thái Lan · trong trận đấu bảng B gặp Singapore    | Bán kết lượt đi gặp Việt Nam    |
| Gary Steven Robbat | trong trận đấu bảng B gặp Myanmar                                           | Bảng B gặp Thái Lan             |
| Baihakki Khaizan   | trong trận đấu bảng B gặp Thái Lan · trong trận đấu bảng B gặp Myanmar      | Bảng B gặp Malaysia             |
| Adisak Kraisorn    | trong trận bán kết lượt đi gặp Philippines                                  | Bán kết lượt về gặp Philippines |

### Đội hình tiêu biểu
Đội hình tiêu biểu của giải đấu, do ban tổ chức bình chọn, là đội hình gồm những cầu thủ thi đấu ấn tượng nhất tại các vị trí được chọn lựa trong giải đấu.
| \| VT \| Cầu thủ \| \| -- \| -------------------- \| \| GK \| Kawin Thamsatchanan \| \| DF \| Muhammad Shukor Adan \| \| DF \| Tanaboon Kesarat \| \| DF \| Peerapat Notchaiya \| \| DF \| Hariss Harun \| \| MF \| Sarach Yooyen \| \| MF \| Phạm Thành Lương \| \| MF \| Kroekrit Thaweekarn \| \| FW \| Safiq Rahim \| \| FW \| Chanathip Songkrasin \| \| FW \| Lê Công Vinh \| | Kawin Shukor Tanaboon Peerapat Hariss Kroekrit Sarach Thành Lương Chanathip Safiq Công Vinh |
| VT | Cầu thủ                                                                                     |
| GK | Kawin Thamsatchanan                                                                         |
| DF | Muhammad Shukor Adan                                                                        |
| DF | Tanaboon Kesarat                                                                            |
| DF | Peerapat Notchaiya                                                                          |
| DF | Hariss Harun                                                                                |
| MF | Sarach Yooyen                                                                               |
| MF | Phạm Thành Lương                                                                            |
| MF | Kroekrit Thaweekarn                                                                         |
| FW | Safiq Rahim                                                                                 |
| FW | Chanathip Songkrasin                                                                        |
| FW | Lê Công Vinh                                                                                |

### Cầu thủ ghi bàn
Đã có 65 bàn thắng ghi được trong 18 trận đấu, trung bình 3.61 bàn thắng mỗi trận đấu.
6 bàn thắng
- Mohd Safiq Rahim

4 bàn thắng
- Charyl Chappuis
- Lê Công Vinh

3 bàn thắng
- Kroekrit Thaweekarn

2 bàn thắng
- Ramdhani Lestaluhu
- Zulham Zamrun
- Khampheng Sayavutthi
- Indra Putra Mahayuddin
- Patrick Reichelt
- Phil Younghusband
- Hariss Harun
- Khairul Amri
- Adisak Kraisorn
- Chanathip Songkrasin
- Vũ Minh Tuấn

1 bàn thắng
- Evan Dimas
- Samsul Arif
- Mohd Amri Yahyah
- Norshahrul Idlan Talaha
- Safee Sali
- Shukor Adan
- Kyaw Ko Ko
- Kyaw Zayar Win
- Manuel Ott
- Martin Steuble
- Paul Mulders
- Rob Gier
- Simone Rota
- Shaiful Esah
- Mongkol Tossakrai
- Prakit Deeporm
- Tanaboon Kesarat
- Ngô Hoàng Thịnh
- Nguyễn Huy Hùng
- Nguyễn Văn Quyết
- Phạm Thành Lương
- Quế Ngọc Hải
- Võ Huy Toàn

1 bàn phản lưới nhà
- Ketsada Souksavanh (trong trận gặp Indonesia)
- Khin Maung Lwin (trong trận gặp Singapore)
- Đinh Tiến Thành (trong trận gặp Malaysia)

### Bảng xếp hạng giải đấu
| #                   | Đội         | Trận      | Thắng     | Hòa       | Thua      | BT        | BB        | HS        |           |
| Chung kết           | Chung kết   | Chung kết | Chung kết | Chung kết | Chung kết | Chung kết | Chung kết | Chung kết | Chung kết |
| ------------------- | ----------- | --------- | --------- | --------- | --------- | --------- | --------- | --------- | --------- |
| 1                   | Thái Lan    | 7         | 5         | 1         | 1         | 14        | 6         | +8        |           |
| 2                   | Malaysia    | 7         | 3         | 1         | 3         | 13        | 12        | +1        |           |
| Bị loại ở bán kết   |             |           |           |           |           |           |           |           |           |
| 3                   | Việt Nam    | 5         | 3         | 1         | 1         | 12        | 8         | +4        |           |
| 4                   | Philippines | 5         | 2         | 1         | 2         | 9         | 7         | +2        |           |
| Bị loại ở vòng bảng |             |           |           |           |           |           |           |           |           |
| 5                   | Indonesia   | 3         | 1         | 1         | 1         | 7         | 7         | 0         |           |
| 6                   | Singapore   | 3         | 1         | 0         | 2         | 6         | 7         | –1        |           |
| 7                   | Myanmar     | 3         | 0         | 1         | 2         | 2         | 6         | –4        |           |
| 8                   | Lào         | 3         | 0         | 0         | 3         | 2         | 12        | –10       |           |

## Sự cố và tranh cãi
- Trong trận đấu vòng bảng giữa Singapore và Malaysia tại sân vận động Quốc gia Singapore, một số cổ động viên Singapore giận dữ đã ném chai nước và cuộn giấy vệ sinh vào sân và cửa hầm ở cuối trận đấu để phản đối trọng tài Ahmed Al-Kaf khi cho Malaysia được hưởng quả phạt đền.
- Trong trận bán kết lượt đi giữa Malaysia và Việt Nam tại sân vận động Shah Alam, một số cổ động viên Malaysia quá khích đã tràn qua khán đài nơi có các cổ động viên Việt Nam để hành hung, trong đó có các cổ động viên nữ. Kết quả là một số cổ động viên người Việt bị chảy máu đầu.[18] Sự việc diễn ra quá nhanh khiến cảnh sát Hoàng gia Malaysia không kịp phản ứng. Tiền vệ Phạm Thành Lương đã bất chấp nguy hiểm ném cuộn băng gạc lên khán đài để giúp cổ động viên Việt Nam cầm máu.[19] Sau trận đấu, hacker đã tấn công và làm sập trang thông tin điện tử của Hiệp hội bóng đá Malaysia (FAM) cũng như Liên đoàn bóng đá Việt Nam (VFF).[20] Bộ trưởng thể thao Malaysia Khairy Jamaluddin đã chính thức gửi lời xin lỗi đến cổ động viên Việt Nam về vấn đề này.[21][22][23]
- Sau thất bại bất ngờ 2–4 của đội tuyển Việt Nam trước Malaysia trong trận lượt về ở sân vận động Quốc gia Mỹ Đình, chủ tịch VFF Lê Hùng Dũng đã bày tỏ sự nghi ngờ với giới truyền thông về khả năng xảy ra bán độ và đề nghị công an điều tra về việc này. Tuy nhiên, lãnh đạo Tổng cục Cảnh sát Phòng chống Tội phạm đã tuyên bố đình chỉ cuộc điều tra vào ngày 26 tháng 12 vì không thấy bất cứ dấu hiệu vi phạm nào cả.[24]

## Phát sóng
Nước chủ nhà
| Các nước trong khu vực quy định sở hữu bản quyền phát sóng Giải vô địch bóng đá Đông Nam Á 2014              | Các nước trong khu vực quy định sở hữu bản quyền phát sóng Giải vô địch bóng đá Đông Nam Á 2014 | Các nước trong khu vực quy định sở hữu bản quyền phát sóng Giải vô địch bóng đá Đông Nam Á 2014 | Các nước trong khu vực quy định sở hữu bản quyền phát sóng Giải vô địch bóng đá Đông Nam Á 2014 |
| Quốc gia | Mạng phát sóng                                                                                  | Đài truyền hình                                                                                 | TK                                                                                              |
| --- | ----------------------------------------------------------------------------------------------- | ----------------------------------------------------------------------------------------------- | ----------------------------------------------------------------------------------------------- |
| Brunei | RTB                                                                                             | RTB1                                                                                            |                                                                                                 |
| Campuchia | TVK                                                                                             | TVK                                                                                             |                                                                                                 |
| Indonesia | MNC Media                                                                                       | RCTI, MNC TV, Global TV                                                                         |                                                                                                 |
| Lào | LNTV                                                                                            | LNTV1                                                                                           |                                                                                                 |
| Malaysia | Media Prima, Astro                                                                              | TV3, Astro Arena                                                                                |                                                                                                 |
| Myanmar | MRTV                                                                                            | MRTV                                                                                            |                                                                                                 |
| Philippines                                                                                                  | ABS-CBN Corporation                                                                             | ABS-CBN Sports+Action                                                                           |                                                                                                 |
| Singapore | MediaCorp                                                                                       | Okto: Sports on Okto                                                                            |                                                                                                 |
| Thái Lan | BBTV TV, TrueVisions                                                                            | CH7, 7HD, True Sport HD                                                                         |                                                                                                 |
| Đông Timor                                                                                                   | RTTL                                                                                            | TTL                                                                                             |                                                                                                 |
| Việt Nam | VTV                                                                                             | VTV2, VTV6                                                                                      | [ 25 ]                                                                                          |
| Các đài truyền hình sở hữu bản quyền phát sóng Giải vô địch bóng đá Đông Nam Á 2014 ngoài khu vực Đông Nam Á |                                                                                                 |                                                                                                 |                                                                                                 |
| Châu Á | Fox International Channels                                                                      | Fox Sports Asia                                                                                 |                                                                                                 |